# Nikon D3000
La Nikon D3000 es una cámara Nikon DSLR de 10,2-megapixel, en formato DX y con montura Nikon F, comercializada oficialmente en diciembre de 2009. Se ofreció como la cámara DSLR de entrada de línea para aficionados (tiene los modos tutorial y de guía). Inaugura la serie D3XXX, y fue seguida por la D3100 de Nikon tiempo después. La D3000 venía con el objetivo Nikon AF-S VR Zoom-Nikkor 18-55mm f/3,5-5,6G.

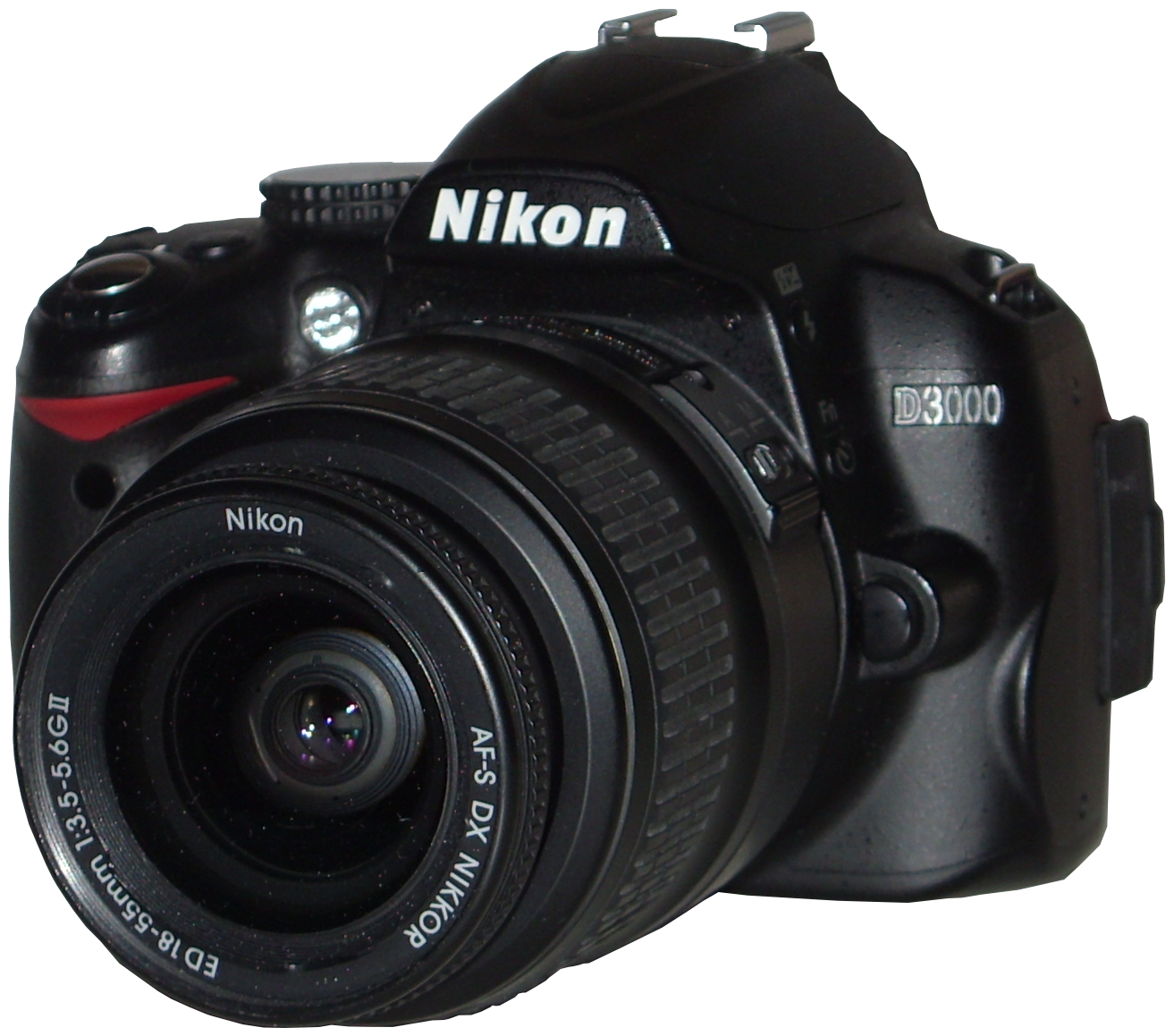
Nikon D3000

Nikon D3000 tiene un sensor CCD de 10.0MP APS-C (23.6 x 15.8 mm) y un procesador Expeed. Puede disparar a una resolución máxima de 3872 x 2592 píxeles con relaciones de aspecto de y 3:2. Esta cámara cuenta con un rango nativo ISO de 100 - 1600 que se puede aumentar hasta 3200 y puede guardar archivos en formato JPEG y RAW.